# Decima Norman

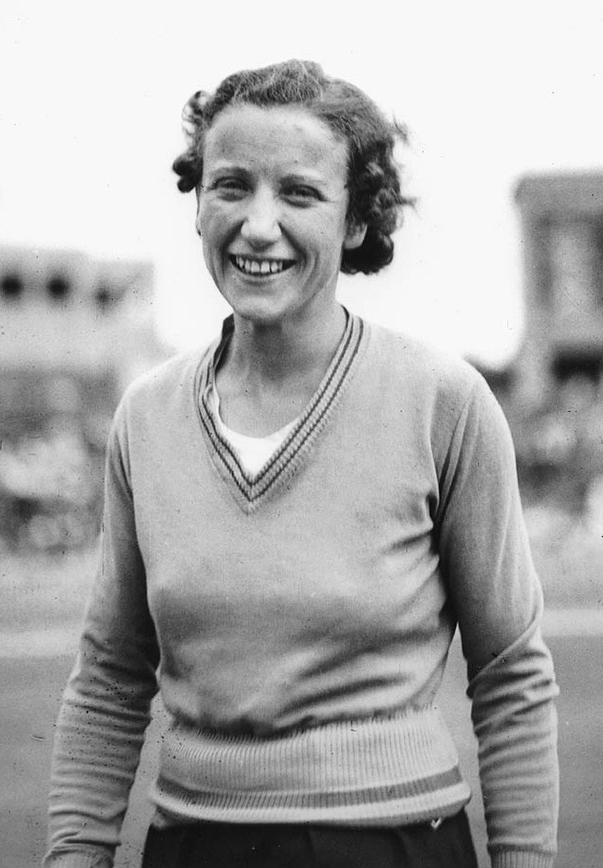
Decima Norman bei den British Empire Games 1938

Decima Norman (Clara Decima Norman, verheiratete Hamilton; * 9. September 1909 in Tammin, Western Australia; † 29. August 1983 in Albany) war eine australische Sprinterin, Weitspringerin und Hürdenläuferin.
Bei den British Empire Games 1938 in Sydney gewann sie fünf Goldmedaillen: über 100 Yards, 220 Yards, im Weitsprung und in der 440-Yards- sowie der 660-Yards-Staffel.
1937 wurde sie Australische Meisterin über 100 und 220 Yards, 1940 über 90 Yards Hürden und im Weitsprung.
1982 wurde sie Member of the Order of the British Empire.

## Persönliche Bestleistungen
- 100 Yards: 10,7 s, 8. April 1936, Perth (entspricht 11,8 s über 100 m)
- 220 Yards: 24,5 s, 10. Februar 1938, Sydney (entspricht 24,4 s über 200 m)
- 90 Yards Hürden: 11,8 s, 4. Februar 1939, Sydney
- Weitsprung: 5,80 m, 7. Februar 1938, Sydney